# Amand Körner
Amand Körner (* 16. Mai 1940 in Horn) ist ein Mineraliensammler und ein niederösterreichischer Heimatforscher.
Er entstammt einer alten Horner Familie. 
Der gelernte Tischler übte diesen Beruf bei der Horner Firma J. Steiner aus. Mit Dezember 1961 wechselte er an das Bundesgymnasium Horn, wo er bis zu seiner Pensionierung im Juni 2000 als Schulwart und später als Betreiber des Schulbuffets arbeitete. Er war sowohl bei der Lehrerschaft als auch bei den Schülern sehr beliebt.
Sein Vater Rudolf Körner war ein enger Mitarbeiter Josef Höbarths. Er machte sich um die Gründung und den Ausbau des Höbarthmuseums der Stadt Horn sehr verdient. Sohn Amand übernahm das Erbe. Er ist seit 1954 ständiger Mitarbeiter im Museumsverein der Stadt Horn, seit 1967 Ausschussmitglied und seit 1997 Obmannstellvertreter. Durch seine Sammeltätigkeit konnte die ur- und frühgeschichtliche Sammlung des Museums erweitert werden. Vor allem aber ist er für die Mineraliensammlung verantwortlich, die im Laufe der Jahrzehnte – vor allem durch jährliche Sonderausstellungen – eine besondere Bedeutung erlangte. 
Körner wurde durch seine gezielte Prospektion, Sammel- und Grabungstätigkeit zum besten Kenner der mineralogischen Verhältnisse des Waldviertels. Ihm gelangen Erstfunde für Niederösterreich von Japanerzwillingen (Neupölla) und von Korund (Drosendorf-Zissersdorf). Berühmtheit erlangten die Quarzkristallfunde von Äpfelgschwendt bei Allentsteig. 
Die Sammelergebnisse wurden in Ausstellungen im Schloss Allentsteig und im Höbarthmuseum in Horn im Jahre 1995 der Öffentlichkeit vorgestellt. Körner veröffentlichte einige fachliche Beiträge darüber in der Zeitschrift MEFOS.
Körner ist auch der Initiator der Sonderausstellung „Wunderwelt der Kristalle“, die 1976 im Höbarthmuseum veranstaltet wurde. Er hält rege Kontakte zu Fachgelehrte des In- und Auslandes und ist wissenschaftlicher freier Mitarbeiter am Institut für Mineralogie der Universität Wien und im Naturhistorischen Museum in Wien.